# Nosa Igiebor
Nosa Igiebor (Abuja, 9 de novembro de 1990) é um futebolista profissional nigeriano que atua como meia.

## Carreira
Nosa Igiebor representou o elenco da Seleção Nigeriana de Futebol no Campeonato Africano das Nações de 2013.

## Títulos
Nigéria
- Campeonato Africano das Nações: 2013